# Larry Keating
Lawrence Keating, detto Larry (Saint Paul, 13 giugno 1899 – Hollywood, 26 agosto 1963), è stato un attore statunitense.

## Filmografia parziale

### Cinema
- La regina dei tagliaborse (I Was a Shoplifter), regia di Charles Lamont (1950)
- Il messicano (Right Cross), regia di John Sturges (1950)
- La madre dello sposo (The Mating Season), regia di Mitchell Leisen (1951)
- Quando i mondi si scontrano (When Worlds Collide), regia di Rudolph Maté (1951)
- Nevada Express (Carson City), regia di André De Toth (1952)
- Il magnifico scherzo (Monkey Business), regia di Howard Hawks (1952)
- Il prezzo del dovere (Above and Beyond), regia di Melvin Frank e Norman Panama (1952)
- Virginia, dieci in amore (She's Back on Broadway), regia di Gordon Douglas (1953)
- Tre ragazze di Broadway (Give a Girl a Break), regia di Stanley Donen (1953)
- Zingaro (Gypsy Colt), regia di Andrew Marton (1954)
- Papà Gambalunga (Daddy Long Legs), regia di Jean Negulesco (1955)
- Incantesimo (The Eddy Duchin Story), regia di George Sidney (1956)
- La felicità non si compra (The Best Things in Life Are Free), regia di Michael Curtiz (1956)
- La storia di Buster Keaton (The Buster Keaton Story), regia di Sidney Sheldon (1957)
- Fermata per 12 ore (The Wayward Bus), regia di Victor Vicas (1957)
- L'ammiraglio è uno strano pesce (The Incredible Mr. Limpet), regia di Arthur Lubin e Robert McKimson (1964)

### Televisione
- The George Burns and Gracie Allen Show – serie TV, 199 episodi (1953-1958)
- The George Burns Show – serie TV, 24 episodi (1958-1959)
- Mister Ed, il mulo parlante (Mister Ed) – serie TV, 81 episodi (1961-1963)
- Vacation Playhouse – serie TV, episodio 1x07 (1963)